# Novo Miloševo
Novo Miloševo (serbisch-kyrillisch: Ново Милошево, ungarisch: Beodra bzw. Beodra és Karlova, deutsch: Beudra bzw. Beudra und Karlowo) ist ein Dorf in Serbien. 
Es liegt in der Gemeinde (opština; општина) Novi Bečej in der Autonomen Provinz Vojvodina und gehört zum Bezirk Mittelbanat (Srednjobanatski okrug; Средњобанатски округ).

## Name
Das Dorf Novo Miloševo existiert in seiner heutigen Form seit dem Ende des Zweiten Weltkrieges, als die Dörfer Beodra und Dragutinovo zu dem Dorf Novo Miloševo fusioniert wurden. Die Namen des Dorfes auf Deutsch und Ungarisch haben ihren Ursprung darin, dass Dragutinovo bis 1918 Karlovo hieß.

## Geographie
Das Dorf Novo Miloševo liegt im Mittleren Banat in der Vojvodina, gut 45 Kilometer von dem serbisch-rumänischen Grenzübergang bei Srpska Crnja/Hatzfeld entfernt. Die nächsten Städte sind Bečej und Kikinda. Am westlichen Rand des Dorfgebietes fließt der Fluss Theiß.

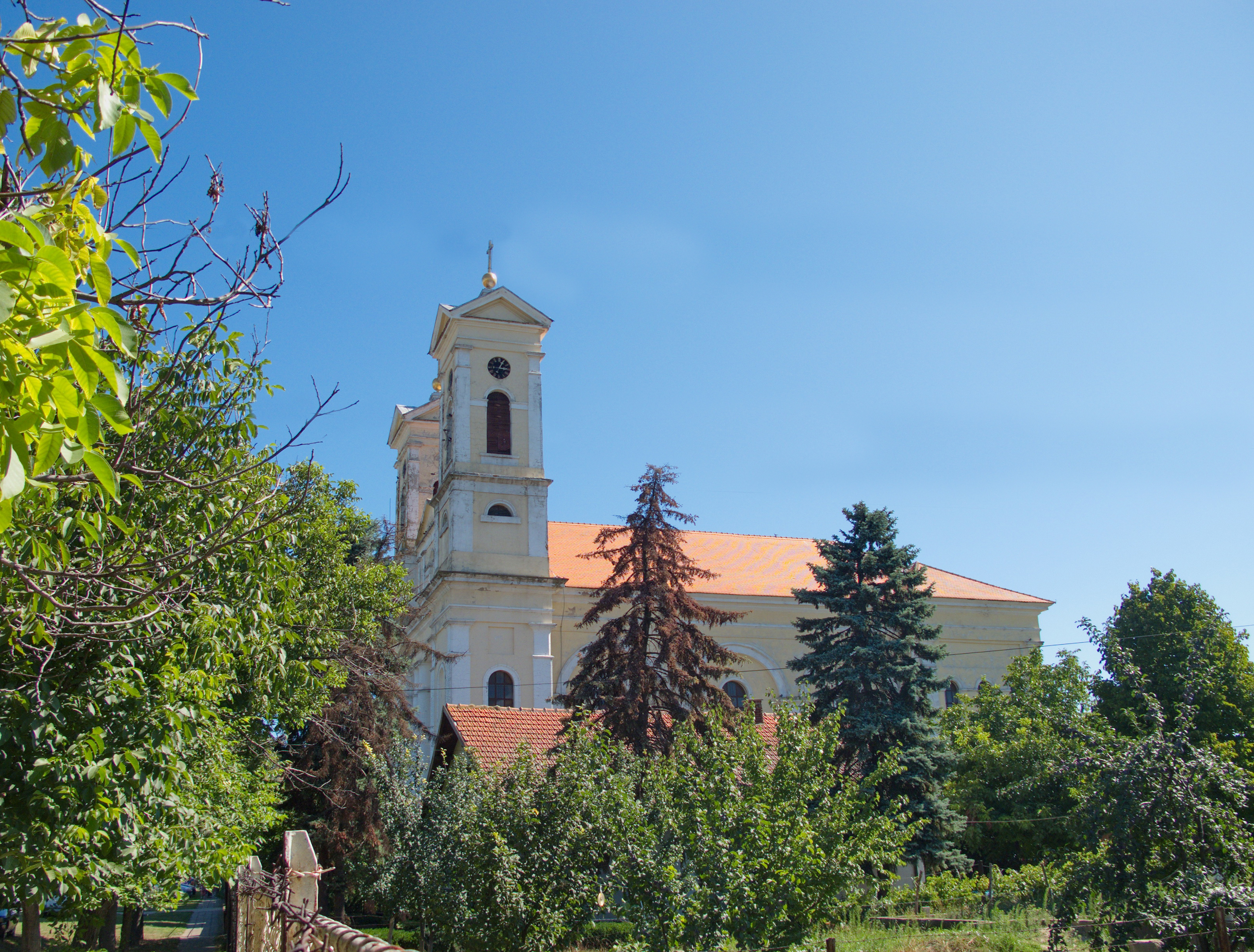
Römisch-Katholische Kirche St. Maria Magdalena in Novo Miloševo

## Geschichte
Das Dorf Beodra wurde im Jahre 1331 erstmals erwähnt, und 1742 bis 1753 wurde es von Serben aus dem Einzugsgebiet des Flusses Theiß (Potisje) und aus dem Einzugsgebiet des Flusses Marosch (Pomorišje), das heute größtenteils in Ungarn und Rumänien liegt, aber trotzdem noch von großen serbische Minderheit bewohnt wird, besiedelt. Das Dorf Karlovo wurde 1751 von ehemaligen serbischen Grenzansiedlern gegründet.

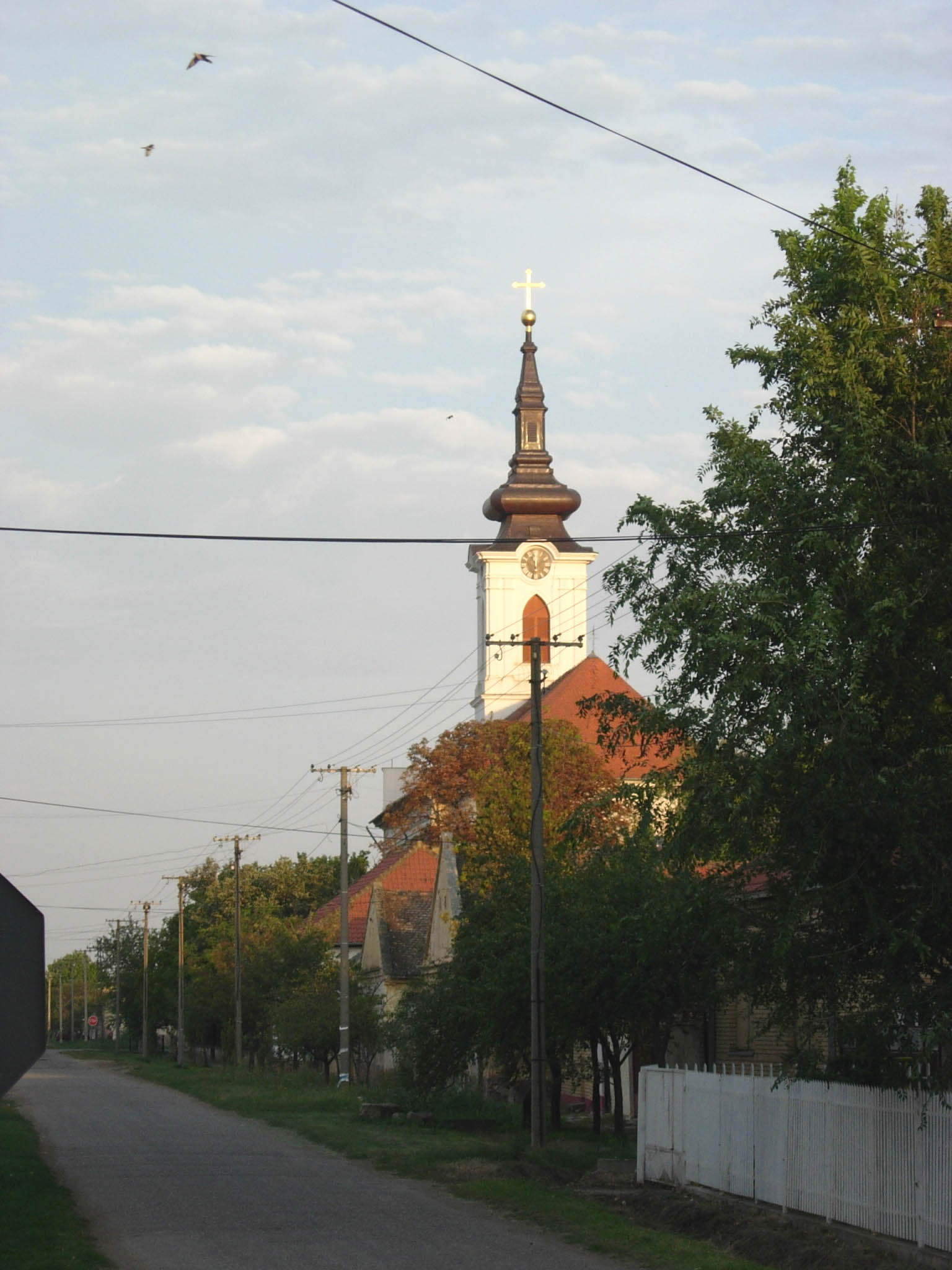
Die Serbisch-orthodoxe Erzengelkirche von Novo Miloševo

Im Jahre 1918 wurde das Dorf Karlovo nach Dragutin Ristić, einem Oberst der serbischen Armee im Ersten Weltkrieg, dessen Einheit das Dorf verteidigte, benannt; es hieß von nun an Dragutinovo.
Nach dem Zweiten Weltkrieg wurden die Dörfer Beodra und Dragutinovo zum Dorf Novo Miloševo zusammengeschlossen. Das Dorf wurde nach dem in Dragutinovo geborenen Partisan Miloš Popov Klima benannt.

## Demographie
Die ethnische Mehrheit in Novo Miloševo stellen mit 76,09 % die Serben. Bedeutende Minderheiten sind in Novo Miloševo die Magyaren mit 14,57 % und die Roma mit 5,33 %. Überdies leben in dem Dorf noch kleinere Minderheiten von Jugoslawen, Kroaten, Mazedoniern und Montenegrinern.
Im Laufe des 20. Jahrhunderts nahm die Einwohneranzahl in Novo Miloševo stetig ab. Lebten im Jahre 1949 noch 9536 Menschen in dem Dorf, so waren es 2002 nur noch 6763 Menschen.

## Verkehr

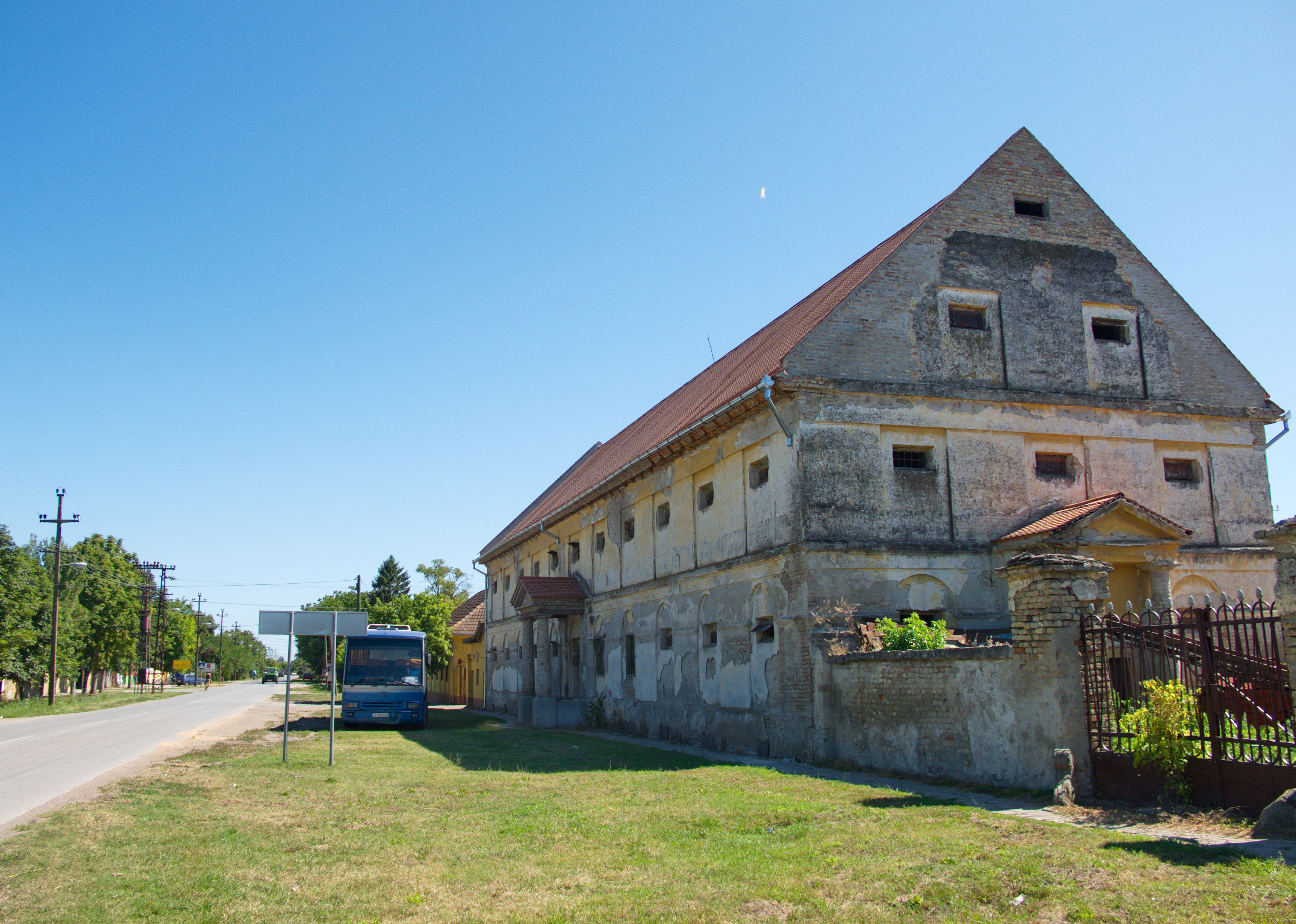
Heimatmuseum in Novo Miloševo

Novo Miloševo liegt an der Bundesstraße 15, die von Bački Breg an der serbisch-ungarischen Grenze über Sombor, Vrbas, Srbobran, Bečej und Kikinda zur Grenze zwischen Rumänien und Serbien bei Nakovo führt.
Darüber hinaus betreiben die Serbischen Bahnen in Novo Miloševo einen Haltepunkt mit dem Namen Banatsko Miloševo, an dem täglich Züge von Kikinda nach Zrenjanin bzw. Subotica fahren.

## Persönlichkeiten
- Jenő Karátsonyi (1861–1933), ungarischer Politiker und Großgrundbesitzer